# 하바롭스크역
하바롭스크역(Хабаровск I вокзал)은 러시아 극동 연방관구 하바롭스크에 있는 역으로, 시베리아 횡단철도의 철도역이다.
이 역에는 로시야 호 등 장거리 열차 및 근교 열차의 근거리 열차가 정차한다. 또한, 근교 열차는 전 열차가이 역 발착이며, 당역을 중간 역으로 운행되는 것은 아니다.